# Lauro Sodré
Lauro Nina Sodré e Silva (Belém, 17 de outubro de 1858 — Rio de Janeiro, 16 de junho de 1944) foi militar, político e líder republicano brasileiro.

## Vida acadêmica
Seus primeiros estudos foram no Colégio Estadual Paes de Carvalho (Na época intitulado de "Liceu Paraense"), seguindo depois a carreira de engenheiro militar, no curso da Escola Militar da Praia Vermelha, no Rio de Janeiro, onde ingressou em janeiro de 1877 e onde teve como mestre o republicano e maçom Benjamim Constant, o que o levou — como a tantos outros jovens oficiais e cadetes — a abraçar a causa da República e a doutrina positivista de Comte.
Foi aluno brilhante, conseguindo distinção máxima em todos os anos. Quando da campanha republicana, apesar de vigiado pelos espiões da monarquia, sempre terminava os seus discursos, com invulgar desassombro, dizendo estas palavras: "quem fez este discurso foi o tenente Lauro Sodré".

## Vida política
Foi o primeiro governador do estado do Pará, eleito pelo Congresso Constituinte Paraense, a 23 de junho de 1891; foi, também, representante do Pará na Constituinte da República e eleito quatro vezes senador, sendo três pelo Pará e uma pelo então Distrito Federal. Foi o único governador que se colocou contra o golpe perpetrado por Mal. Deodoro da Fonseca a 3 de novembro de 1891, quando foi dissolvido o Congresso; os demais governadores preferiram apoiar a arbitrariedade do que perder os seus mandatos. Por isso, foi deposto por forte expedição militar, quando houve o contragolpe de 23 de novembro, com a queda de Deodoro e a derrubada de todos os governadores, menos de Sodré.
Iniciado em 1 de agosto de 1888, na Loja Harmonia, de Belém, fundada em 1856, pelo famoso padre Eutíquio Ferreira da Rocha, tornou-se grão-mestre do Grande Oriente do Brasil em 1904, sendo reeleito em 1907, 1910, 1913 e 1916, não completando o último mandato, por ter sido eleito governador do Pará.
Proclamada a República, foi secretário de Benjamim Constant, no Ministério da Guerra, ao tempo em que era nomeado lente catedrático da Escola Superior de Guerra.
Na cisão do Partido Republicano Federal, liderado por Glicério, Sodré ficou ao lado deste e contra o presidente Prudente de Morais, acabando por ser escolhido, a 5 de outubro de 1897, como candidato à presidência da República, sobretudo apoiado por parte dos republicanos históricos e positivistas. Empunhando, todavia, o governo federal, as armas do estado de sítio, da pressão e da fraude, conseguiu eleger Campos Sales. Por isso, o Grande Oriente, liderado por Quintino e por Glicério, não tomou conhecimento da eleição de Campos Salles.
Em 1904, se envolveu na Revolta da Vacina, quando aproveitou para sublevar os cadetes da Escola Militar da Praia Vermelha e teve influência sobre o levante frustrado da Escola Preparatória de Realengo. Foi preso ao final do episódio. O Senador Lauro Sodré se opunha à vacinação obrigatória, alegando a medida como cerceadora das liberdades individuais. Segundo ele: "uma lei arbitrária, iníqua e monstruosa, que valia pela violação do mais secreto de todos os direitos, o da liberdade de consciência".
Ele ainda seria senador em quatro oportunidades: uma pelo então Distrito Federal (1902) e três pelo Pará (1897, 1912 e 1922). Ao ser eleito governador do Pará, em 1916, pediu exoneração do cargo de grão-mestre do Grande Oriente. Com o golpe de 1930, abandonaria a vida pública.

## Vida familiar

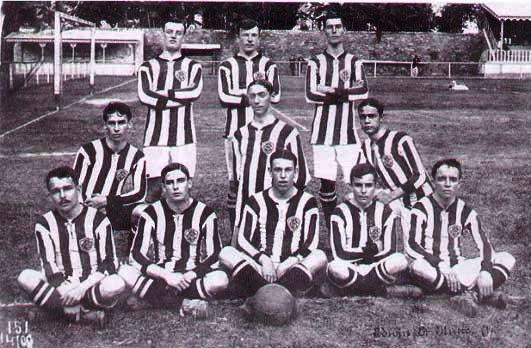
O Botafogo campeão carioca de 1910, com três filhos de Lauro Sodré: fundador do clube, Emanuel é o primeiro no chão. Benjamin "Mimi" é o penúltimo. O último é Lauro Sodré Filho.

Foi casado com Teodora de Almeida Sodré. Muito dos parentes mais próximos de Lauro, dentre filhos, netos e primos de primeiro e segundo grau, se tornaram figuras relacionadas aos clubes Paysandu e/ou Botafogo, clubes cujas torcidas curiosamente tiveram de ídolo comum a figura de Quarentinha, ex-estudante (tal qual seu pai) do internato que levava o nome de Lauro Sodré. Nesse colégio começou a praticar futebol, mesmo em meio à severidade "militar" do sistema de ensino. As instalações do internato atualmente abrigam o Tribunal de Justiça do Estado do Pará.
Orminda Sodré, filha de Lauro, casou-se com Eurico Viveiros de Castro, que foi juntamente com Emanuel de Almeida Sodré (outro filho de Lauro) um dos fundadores do então Botafogo Football Club, em 1904.
O primeiro título isolado do Botafogo no Campeonato Carioca de Futebol deu-se em 1910, tendo como integrantes Emanuel e dois irmãos: além de Lauro de Almeida Sodré Filho, Benjamin de Almeida Sodré, o "Mimi", igualmente era filho de Lauro Sodré. Lauro Filho e Mimi defenderam juntos também a Seleção Carioca de Futebol (em 1913).
Na década de 1910, outro filho de Lauro Sodré, Teodoro de Almeida Sodré ("Dorinho") veio a também defender o Botafogo e, a partir de 1917, o Paysandu. "Mimi" Sodré, que em 1916 chegara à Seleção Brasileira de Futebol e participara naquele mesmo ano da primeira Copa América, jogou e presidiu esse clube entre 1918 e 1920, participando do primeiro título que o time teve no Campeonato Paraense de Futebol (em 1920). Regressando em 1920 ao Rio, Mimi veio a ser em 1941 presidente também do Botafogo.
Leônidas Sodré de Castro, que dá nome oficial ao estádio do Paysandu, era por sua vez primo materno de Lauro Sodré: Josephina Sodré de Castro, mãe de Leônidas, era tia de Lauro. A homenagem no estádio se deu por ter sido adquirido pelo clube na presidência de Leônidas, em 1930. Filho deste, Paulo de Mota Castro também presidiu o Paysandu, entre 1973 e 1974.
O casal formado por Orminda Sodré e Eurico Viveiros de Castro gerou filhos que prosseguiram a relação da família com o Botafogo - Lauro Sodré Viveiros de Castro, nascido em 1914, jogou nos infantis, categoria em que Ormindo foi campeão estadual em 1932. Eurico Sodré Viveiros de Castro foi futebolista do time principal em 1935, integrando por aquele ano o título que rendeu um tetracampeonato seguido. Emmanuel Sodré Viveiros de Castro, apelidado de "Maninho", foi presidente botafoguense, no biênio 1983-84.